# Lijst van afleveringen van NCIS: New Orleans
Dit is een lijst van afleveringen van de Amerikaanse televisieserie NCIS: New Orleans, een spin-off van de televisieserie NCIS. De serie telde zeven seizoenen en liep van september 2014 tot en met mei 2021.Deze serie wordt in Vlaanderen uitgezonden op de commerciële zender VIER, steeds in tandem met NCIS, en in Nederland door Veronica en/of SBS6 en Net5.

## Seizoen 1
Hoofdrollen seizoen 1
- Scott Bakula als Dwayne Cassius "King" Pride
- Lucas Black als Christopher LaSalle
- Zoe McLellan als Meredith "Merri" Brody
- CCH Pounder als Dr. Loretta Wade
- Rob Kerkovich als Sebastian Lund
- Daryl Mitchell als Patton Plame
- Shalita Grant als Sonja Percy

| Nr. | Titel aflevering           | Datum eerste uitzending | Datum eerste uitzending | Datum eerste uitzending |
| Nr. | Titel aflevering           | Verenigde Staten        | Nederland               | Vlaanderen              |
| --- | -------------------------- | ----------------------- | ----------------------- | ----------------------- |
| 1   | Musician Heal Thyself      | 23 september 2014       | 18 november 2014        |                         |
| 2   | Carrier                    | 30 september 2014       | 25 november 2014        |                         |
| 3   | Breaking Brig              | 7 oktober 2014          | 2 december 2014         |                         |
| 4   | The Recruits               | 14 oktober 2014         | 9 december 2014         |                         |
| 5   | It Happened Last Night     | 21 oktober 2014         | 16 december 2014        |                         |
| 6   | Master of Horror           | 28 oktober 2014         | 23 december 2014        |                         |
| 7   | Watch over Me              | 11 november 2014        | 30 december 2014        |                         |
| 8   | Love Hurts                 | 18 november 2014        | 6 januari 2015          |                         |
| 9   | Chasing Ghosts             | 25 november 2014        | 13 januari 2015         |                         |
| 10  | Stolen Valor               | 16 december 2014        | 20 januari 2015         |                         |
| 11  | Baitfish                   | 6 januari 2015          | 27 januari 2015         |                         |
| 12  | The Abyss                  | 13 januari 2015         | 3 februari 2015         |                         |
| 13  | The Walking Dead           | 3 februari 2015         | 10 februari 2015        |                         |
| 14  | Careful What You Wish For  | 10 februari 2015        | 17 februari 2015        |                         |
| 15  | Le Carnivale de la Mort    | 17 februari 2015        | 7 januari 2016          |                         |
| 16  | My Brother's Keeper        | 24 februari 2015        | 14 januari 2016         |                         |
| 17  | More Now                   | 10 maart 2015           | 21 januari 2016         |                         |
| 18  | The List                   | 24 maart 2015           | 28 januari 2016         |                         |
| 19  | The Insider                | 7 april 2015            | 4 februari 2016         |                         |
| 20  | Rock-A-Bye-Baby            | 14 april 2015           | 11 februari 2016        |                         |
| 21  | You'll Do                  | 28 april 2015           | 18 februari 2016        |                         |
| 22  | How Much Pain Can You Take | 5 mei 2015              | 25 februari 2016        |                         |
| 23  | My City                    | 12 mei 2015             | 10 maart 2016           |                         |

## Seizoen 2
Hoofdrollen seizoen 2
- Scott Bakula als Dwayne Cassius "King" Pride
- Lucas Black als Christopher LaSalle
- Zoe McLellan als Meredith "Merri" Brody
- CCH Pounder als Dr. Loretta Wade
- Rob Kerkovich als Sebastian Lund
- Daryl Mitchell als Patton Plame
- Shalita Grant als Sonja Percy

| Nr. | Titel aflevering        | Datum eerste uitzending | Datum eerste uitzending | Datum eerste uitzending |
| Nr. | Titel aflevering        | Verenigde Staten        | Nederland               | Vlaanderen              |
| --- | ----------------------- | ----------------------- | ----------------------- | ----------------------- |
| 1   | Sic Semper Tyrannis     | 22 september 2015       | 17 maart 2016           |                         |
| 2   | Shadow Unit             | 29 september 2015       | 24 maart 2016           |                         |
| 3   | Touched by the Sun      | 6 oktober 2015          | 31 maart 2016           |                         |
| 4   | I Do                    | 13 oktober 2015         | 7 april 2016            |                         |
| 5   | Foreign Affairs         | 20 oktober 2015         | 14 april 2016           |                         |
| 6   | Insane in the Membrane  | 27 oktober 2015         | 21 april 2016           |                         |
| 7   | Broken Hearted          | 3 november 2015         | 28 april 2016           |                         |
| 8   | Confluence              | 10 november 2015        | 5 mei 2016              |                         |
| 9   | Darkest Hour            | 17 november 2015        | 12 mei 2016             |                         |
| 10  | Billy and the Kid       | 24 november 2015        | 19 mei 2016             |                         |
| 11  | Blue Christmas          | 15 december 2015        | 19 mei 2016             |                         |
| 12  | Sister City, Part II    | 5 januari 2016          | 26 mei 2016             |                         |
| 13  | Undocumented            | 19 januari 2016         | 26 mei 2016             |                         |
| 14  | Father's Day            | 9 februari 2016         | 15 september 2016       |                         |
| 15  | No Man's Land           | 16 februari 2016        | 15 september 2016       |                         |
| 16  | Second Chances          | 23 februari 2016        | 22 september 2016       |                         |
| 17  | Radio Silence           | 1 maart 2016            | 22 september 2016       |                         |
| 18  | If It Bleeds, It Leads  | 15 maart 2016           | 29 september 2016       |                         |
| 19  | Means to an End         | 22 maart 2016           | 29 september 2016       |                         |
| 20  | Second Line             | 5 april 2016            | 6 oktober 2016          |                         |
| 21  | Collateral Damage       | 19 april 2016           | 6 oktober 2016          |                         |
| 22  | Help Wanted             | 3 mei 2016              | 13 oktober 2016         |                         |
| 23  | The Third Man           | 10 mei 2016             | 13 oktober 2016         |                         |
| 24  | Sleeping with the Enemy | 17 mei 2016             | 20 oktober 2016         |                         |

## Seizoen 3
Hoofdrollen seizoen 3
- Scott Bakula als Dwayne Cassius "King" Pride
- Lucas Black als Christopher LaSalle
- Vanessa Ferlito als Tammy Gregorio
- CCH Pounder als Dr. Loretta Wade
- Rob Kerkovich als Sebastian Lund
- Daryl Mitchell als Patton Plame
- Shalita Grant als Sonja Percy

| Nr. | Titel aflevering        | Datum eerste uitzending | Datum eerste uitzending | Datum eerste uitzending |
| Nr. | Titel aflevering        | Verenigde Staten        | Nederland               | Vlaanderen              |
| --- | ----------------------- | ----------------------- | ----------------------- | ----------------------- |
| 1   | Aftershocks             | 20 september 2016       | 20 oktober 2016         |                         |
| 2   | Suspicious Minds        | 27 september 2016       | 4 februari 2017         |                         |
| 3   | Man on Fire             | 11 oktober 2016         | 11 februari 2017        |                         |
| 4   | Escape Plan             | 18 oktober 2016         | 18 februari 2017        |                         |
| 5   | Course Correction       | 25 oktober 2016         | 25 februari 2017        |                         |
| 6   | One Good Man            | 15 november 2016        | 4 maart 2017            |                         |
| 7   | Outlaws                 | 22 november 2016        | 11 maart 2017           |                         |
| 8   | Music to My Ears        | 6 december 2016         | 18 maart 2017           |                         |
| 9   | Overdrive               | 13 december 2016        | 25 maart 2017           |                         |
| 10  | Follow the Money        | 3 januari 2017          | 29 maart 2017           |                         |
| 11  | Let It Ride             | 17 januari 2017         | 1 april 2017            |                         |
| 12  | Hell on the High Water  | 24 januari 2017         | 5 april 2017            |                         |
| 13  | Return of the King      | 7 februari 2017         | 8 april 2017            |                         |
| 14  | Pandora's Box, Part II* | 14 februari 2017        | 22 maart 2017*          |                         |
| 15  | End of the Line         | 21 februari 2017        | 12 april 2017           |                         |
| 16  | The Last Stand          | 7 maart 2017            | 15 april 2017           |                         |
| 17  | Swift, Silent, Deadly   | 14 maart 2017           | 19 april 2017           |                         |
| 18  | Slay the Dragon         | 14 maart 2017           | 22 april 2017           |                         |
| 19  | Quid Pro Quo            | 28 maart 2017           | 26 april 2017           |                         |
| 20  | NOLA Confidental        | 4 april 2017            | 3 mei 2017              |                         |
| 21  | Krewe                   | 18 april 2017           | 10 mei 2017             |                         |
| 22  | Knockout                | 2 mei 2017              | 17 mei 2017             |                         |
| 23  | Down the Rabbit Hole    | 9 mei 2017              | 24 mei 2017             |                         |
| 24  | Poetic Justice          | 16 mei 2017             | 31 mei 2017             |                         |

- NB: crossover met NCIS. Part 1 uitgezonden door SBS6 op 21 maart 2017.

## Seizoen 4
Hoofdrollen seizoen 4
- Scott Bakula als Dwayne Cassius "King" Pride
- Lucas Black als Christopher LaSalle
- Vanessa Ferlito als Tammy Gregorio
- CCH Pounder als Dr. Loretta Wade
- Rob Kerkovich als Sebastian Lund
- Daryl Mitchell als Patton Plame
- Shalita Grant als Sonja Percy

| Nr. | Titel aflevering                  | Datum eerste uitzending | Datum eerste uitzending | Datum eerste uitzending |
| Nr. | Titel aflevering                  | Verenigde Staten        | Nederland               | Vlaanderen              |
| --- | --------------------------------- | ----------------------- | ----------------------- | ----------------------- |
| 1   | Rogue Nation                      | 26 september 2017       | 10 februari 2018        |                         |
| 2   | #1 Fan                            | 3 oktober 2017          | 17 februari 2018        |                         |
| 3   | The Asset                         | 10 oktober 2017         | 24 februari 2018        |                         |
| 4   | Dead Man Calling                  | 17 oktober 2017         | 3 maart 2018            |                         |
| 5   | Viral                             | 24 oktober 2017         | 10 maart 2018           |                         |
| 6   | Acceptable Loss                   | 31 oktober 2017         | 17 maart 2018           |                         |
| 7   | The Accident                      | 7 november 2017         | 24 maart 2018           |                         |
| 8   | Sins of the Father                | 14 november 2017        | 30 maart 2018           |                         |
| 9   | Hard Knock Life                   | 21 november 2017        | 31 maart 2018           |                         |
| 10  | Mirror, Mirror                    | 12 december 2017        | 6 april 2018            |                         |
| 11  | Monster                           | 2 januari 2018          | 7 april 2018            |                         |
| 12  | Identity Crisis                   | 9 januari 2018          | 13 april 2018           |                         |
| 13  | Ties That Bind                    | 23 januari 2018         | 14 april 2018           |                         |
| 14  | A New Dawn                        | 6 februari 2018         | 20 april 2018           |                         |
| 15  | The Last Mile                     | 27 februari 2018        | 21 april 2018           |                         |
| 16  | Empathy                           | 6 maart 2018            | 27 april 2018           |                         |
| 17  | Treasure Hunt                     | 13 maart 2018           | 28 april 2018           |                         |
| 18  | Welcome to the Jungle             | 27 maart 2018           | 4 mei 2018              |                         |
| 19  | High Stakes                       | 3 april 2018            | 5 mei 2018              |                         |
| 20  | Powder Keg                        | 17 april 2018           | 11 mei 2018             |                         |
| 21  | Mind Games                        | 1 mei 2018              | 12 mei 2018             |                         |
| 22  | The Assassination of Dwayne Pride | 8 mei 2018              | 18 mei 2018             |                         |
| 23  | Checkmate, Part I                 | 15 mei 2018             | 19 mei 2018             |                         |
| 24  | Checkmate, Part II                | 15 mei 2018             | 26 mei 2018             |                         |

## Seizoen 5
Hoofdrollen seizoen 5
- Scott Bakula als Dwayne Cassius "King" Pride
- Lucas Black als Christopher LaSalle
- Vanessa Ferlito als Tammy Gregorio
- CCH Pounder als Dr. Loretta Wade
- Rob Kerkovich als Sebastian Lund
- Daryl Mitchell als Patton Plame
- Necar Zadegan als Hannah Khoury

| Nr. | Titel aflevering        | Datum eerste uitzending | Datum eerste uitzending | Datum eerste uitzending | Samenvatting |
| Nr. | Titel aflevering        | Verenigde Staten        | Nederland               | Vlaanderen              | Samenvatting |
| --- | ----------------------- | ----------------------- | ----------------------- | ----------------------- | ------------ |
| 1   | See You Soon            | 25 september 2018       | 6 oktober 2018          |                         |              |
| 2   | Inside Out              | 2 oktober 2018          | 13 oktober 2018         |                         |              |
| 3   | Diplomatic Immunity     | 9 oktober 2018          | 20 oktober 2018         |                         |              |
| 4   | Legacy                  | 16 oktober 2018         | 27 oktober 2018         |                         |              |
| 5   | In the Blood            | 23 oktober 2018         | 3 november 2018         |                         |              |
| 6   | Pound of Flesh          | 30 oktober 2018         | 10 november 2018        |                         |              |
| 7   | Sheepdogs               | 13 november 2018        | 17 november 2018        |                         |              |
| 8   | Close to Home           | 20 november 2018        | 24 november 2018        |                         |              |
| 9   | Risk Assessment         | 4 december 2018         | 2 maart 2019            |                         |              |
| 10  | Tick Tock               | 11 december 2018        | 9 maart 2019            |                         |              |
| 11  | Vindicta                | 15 januari 2019         | 16 maart 2019           |                         |              |
| 12  | Desperate Navy Wives    | 22 januari 2019         | 23 maart 2019           |                         |              |
| 13  | X                       | 12 februari 2019        | 30 maart 2019           |                         |              |
| 14  | Conspiracy Theories     | 19 februari 2019        | 6 april 2019            |                         |              |
| 15  | Crab Mentality          | 26 februari 2019        | 13 april 2019           |                         |              |
| 16  | Survivor                | 12 maart 2019           | 20 april 2019           |                         |              |
| 17  | Reckoning               | 26 maart 2019           | 27 april 2019           |                         |              |
| 18  | In Plain Sight          | 2 april 2019            | 11 mei 2019             |                         |              |
| 19  | A House Divided         | 9 april 2019            | 18 mei 2019             |                         |              |
| 20  | Jackpot                 | 16 april 2019           | 25 mei 2019             |                         |              |
| 21  | Trust Me                | 23 april 2019           | 1 juni 2019             |                         |              |
| 22  | Chaos Theory            | 30 april 2019           | 8 juni 2019             |                         |              |
| 23  | The River Styx, Part I  | 7 mei 2019              | 15 juni 2019            |                         |              |
| 24  | The River Styx, Part II | 14 mei 2019             | 15 juni 2019            |                         |              |

## Seizoen 6
Hoofdrollen seizoen 6
- Scott Bakula als Dwayne Cassius "King" Pride
- Lucas Black als Christopher LaSalle, aflevering 1 t/m 6
- Vanessa Ferlito als Tammy Gregorio
- CCH Pounder als Dr. Loretta Wade
- Rob Kerkovich als Sebastian Lund
- Daryl Mitchell als Patton Plame
- Necar Zadegan als Hannah Khoury
- Charles Michael Davis als Quentin Carter, vanaf aflevering 14

### Terugkerende rollen
- Chelsea Field als Rita Devereaux, Dwayne's vriendin.
- Shanley Caswell als Laurel Pride, Dwayne's dochter bij zijn ex-vrouw, Linda Pride.
- Derek Webster als Raymond Isler, FBI Senior Special Agent
- Jason Alan Carvell als Jimmy Boyd, Dwayne's jongere half-broer.

### Gastrollen
- Lenny Platt als Detective David Cabrera
- Rebecca Luker als Rose LaSalle
- Eddie Cahill als Eddie Barrett

Noot: Op 13 maart 2020 maakte CBS bekend dat de opnamen van seizoen 6 waren opgeschort vanwege de coronavirus-pandemie. Hierdoor kwamen aflevering 21 t/m 24 te vervallen.
| Nr. | Titel aflevering          | Datum eerste uitzending | Datum eerste uitzending | Datum eerste uitzending | Samenvatting |
| Nr. | Titel aflevering          | Verenigde Staten        | Nederland               | Vlaanderen              | Samenvatting |
| --- | ------------------------- | ----------------------- | ----------------------- | ----------------------- | --- |
| 1   | Judgment Call             | 24 september 2019       | 12 oktober 2019         | 15 april 2022           | Pride moet zijn vakantie onderbreken wanneer Hannah wordt geschorst wegens het verbreken van het protocol tijdens een gezamenlijk onderzoek met de FBI.                                                                                             |
| 2   | The Terminator Conundrum  | 1 oktober 2019          | 19 oktober 2019         | 15 april 2022           | NCIS onderzoekt een crash van een privévliegtuig nadat een marinepiloot zei dat ze vóór de crash een niet-geïdentificeerd object had gezien. Pride lijdt aan slapeloosheid en nachtmerries als gevolg van ontvoering en gedrogeerd zijn vorig jaar. |
| 3   | Bad Apple                 | 8 oktober 2019          | 26 oktober 2019         | 15 april 2022           | Pride reist naar New York nadat nieuw bewijsmateriaal verwijst naar een 20-jarige cold case uit zijn tijd op het Sheriff kantoor van Jefferson Parish.                                                                                              |
| 4   | Overlooked                | 15 oktober 2019         | 2 november 2019         | 22 april 2022           | Lasalle en Sebastian reizen naar Alabama om op zoek te gaan naar de vermiste broer van Lasalle. |
| 5   | Spies & Lies              | 22 oktober 2019         | 9 november 2019         | 22 april 2022           | Marine luitenant Max Landry vraagt het team in New Orleans om hulp als hij vermoedt dat zijn vriendin een spion is. Lasalle belandt op een doodlopende weg terwijl hij op zoek is naar de laatst bekende verblijfplaats van zijn broer.             |
| 6   | Matthew 5:9               | 5 november 2019         | 16 november 2019        | 22 april 2022           | LaSalle onderzoekt een drugsbende die verantwoordelijk zou kunnen zijn voor de dood van zijn broer. Pride probeert hem te helpen en kruist terwijl het pad van een persoon die meer weet dan hij zegt.                                              |
| 7   | Boom-Boom-Boom-Boom       | 12 november 2019        | 23 november 2019        | 29 april 2022           | Het team ontdekt dat de gasontploffing die een bioscoop in de as legde van een afstand veroorzaakt werd door een hacker. Ondertussen proberen ze het verlies van LaSalle te verwerken.                                                              |
| 8   | The Order of the Mongoose | 19 november 2019        | 30 november 2019        | 29 april 2022           | Sebastian krijgt de opdracht om de zoon van een notabele te beschermen. Wanneer deze verdwijnt tijdens een concert, roept hij de hulp in van het team.                                                                                              |
| 9   | Convicted                 | 26 november 2019        | 7 december 2019         | 29 april 2022           | Wanneer de beschuldigde moordenaar van LaSalle vrijkomt nadat hij een alibi wist te verstrekken, blijven Pride en zijn team bewijsmateriaal verzamelen en ontdekken zo dat hij een gewapende sekte leidt.                                           |
| 10  | Requital                  | 17 december 2019        | 22 februari 2020        | 6 mei 2022              | Pride wordt van het team afgehouden nadat het onderzoek naar Eddie Barrett een kwaadaardig complot onthult. |
| 11  | Bad Moon Rising           | 16 februari 2020        | 29 februari 2020        | 6 mei 2022              | Het team is bezorgd wanneer Sebastian onbereikbaar wordt terwijl hij undercover werkt als een nieuwe rekruut. |
| 12  | Waiting for Monroe        | 23 februari 2020        | 7 maart 2020            | 6 mei 2022              | Het team moet een mysterieuze vrouwelijke moordenaar opsporen die verantwoordelijk is voor moorden in Athene, Rome en Londen. |
| 13  | The Root of All Evil      | 1 maart 2020            | 14 maart 2020           | 13 mei 2022             | Het team onderzoekt de moord op een auditeur-generaal die thuis werd ontdekt door zijn dochter, de enige erfgenaam van zijn grote landgoed. |
| 14  | The Man in the Red Suit   | 8 maart 2020            | 21 maart 2020           | 13 mei 2022             | Wanneer Pride niet kan slapen vanwege aanhoudende nachtmerries over de mysterieuze man in het rode pak, ondergaat hij een behandeling om hem te helpen de identiteit van de man te achterhalen.                                                     |
| 15  | Relentless                | 15 maart 2020           | 28 maart 2020           | 13 mei 2022             | Tammy moet Rachel, een door onderzoek geobsedeerd tienermeisje, beschermen nadat haar vader in hun huis is neergeschoten. Terwijl de rest van het team zoekt naar een motief.                                                                       |
| 16  | Pride and Prejudice       | 15 maart 2020           | 4 april 2020            | 13 mei 2022             | Wanneer een man, die LaSalle nabootst, een jonge vrouw uit de gevangenis probeert te bevrijden, onderzoekt het team zowel de bedrieger als de gevangene. De dochter van Pride brengt hem een verrassingsbezoek.                                     |
| 17  | Biased                    | 22 maart 2020           | 11 april 2020           | 20 mei 2022             | In New Orleans nemen de raciale spanningen toe wanneer een NOPD-officier een marine-officier neerschiet, die volgens hem gewapend is tijdens een druk straatfeest.                                                                                  |
| 18  | A Changed Woman           | 29 maart 2020           | 18 april 2020           | 20 mei 2022             | Wanneer een zeeman van de marine dood wordt aangetroffen, volgt het team de verdachte bewegingen van mensen in zijn leven voorafgaand aan zijn dood.                                                                                                |
| 19  | Monolith                  | 12 april 2020           | 25 april 2020           | 20 mei 2022             | Wanneer Sebastian gewond raakt terwijl hij tevergeefs een ontvoering probeert te voorkomen, gaat NCIS op zoek naar de vermiste vrouw en haar ontvoerders. Ook krijgt het team een kijkje in het persoonlijke leven van agent Carter.                |
| 20  | Predators                 | 19 april 2020           | 2 mei 2020              | 20 mei 2022             | Het team onderzoekt de dood van een marinemicrobioloog wiens hobby resulteerde in zijn dood. Agent Khoury doet onderzoek naar eerdere acties van Van Cleef, die haar onlangs heeft gedegradeerd.                                                    |

## Seizoen 7
| Nr. | Titel aflevering              | Datum eerste uitzending | Datum eerste uitzending | Datum eerste uitzending | Samenvatting |
| Nr. | Titel aflevering              | Verenigde Staten        | Nederland               | Vlaanderen              | Samenvatting |
| --- | ----------------------------- | ----------------------- | ----------------------- | ----------------------- | --- |
| 1   | Something in the Air, Part I  | 8 november 2020         | 6 februari 2021         | 7 april 2024            | Dwayne is getuige van een auto-ongeluk; de bestuurder heeft zware ademhalingsproblemen. Tammy en Carter onderzoeken een verdacht sterfgeval. |
| 2   | Something in the Air, Part II | 15 november 2020        | 13 februari 2021        | 7 april 2024            | Tammy en Carter blijven de verdachte dood aan boord van een met corona besmet aflandig humanitair schip onderzoeken. Pride en het team ontdekken dat de persoonlijke beschermingsmiddelen die ze moesten uitdelen de sleutel kunnen zijn tot het vinden van de moordenaar. |
| 3   | One of Our Own                | 22 november 2020        | 20 februari 2021        | 14 april 2024           | Pride en het team nemen het op tegen een groep corrupte agenten, wanneer ze ontdekken dat een slachtoffer van moord ook een kroongetuige was in meerdere ernstige geweldsmisdrijven. Tammy ziet de realiteit van een nieuwe relatie onder ogen. |
| 4   | We All Fall…                  | 13 december 2020        | 27 februari 2021        | 14 april 2024           | Het team gaat door met het onderzoek naar de moord op een officier die wangedrag van de politie aan de kaak wilde stellen. Pride moet creatief zijn om van de corrupte politie af te komen. De burgemeester vraagt Pride om zich bij haar nieuwe taskforce aan te sluiten. |
| 5   | Operation Drano, Part I       | 3 januari 2021          | 6 maart 2021            | 21 april 2024           | NCIS onderzoekt een verdachte dood en het ontbrekende bewijsstuk is een topgeheim, high-tech batterij. Pride en het team realiseren zich dat er dodelijke gevolgen kunnen zijn als het in verkeerde handen valt. |
| 6   | Operation Drano, Part II      | 10 januari 2021         | 13 maart 2021           | 21 april 2024           | Wanneer een torpedo een vissersboot op zee raakt, loopt de hele Golfkust gevaar. Pride en NCIS haasten zich om de onderzeeboot te vinden voordat deze opnieuw kan toeslaan. |
| 7   | Leda and the Swan, Part I     | 17 januari 2021         | 20 maart 2021           | 28 april 2024           | Wanneer een marinetherapeut wordt vermoord, ontdekken Pride en het team dat ze buiten het systeem om werkte om gerechtigheid te krijgen voor slachtoffers van aanranding. Carters moeder confronteert hem wanneer hij weigert namens haar met de FBI te praten voor een antecedentenonderzoek. Sebastian krijgt een band met een kroongetuige die hard werd getroffen door de pandemie. |
| 8   | Leda and the Swan, Part II    | 14 februari 2021        | 27 maart 2021           | 28 april 2024           | Pride en het team zetten het onderzoek naar de aanval op een officier en de moord op haar therapeut voort. Ze richten zich op een hoofdverdachte die al jaren in het systeem werkt. Carter en zijn moeder vertellen hoe ze verder zullen gaan na een fout uit het verleden, terwijl Sebastian een veelbelovende nieuwe relatie begint.                                                  |
| 9   | Into Thin Air                 | 21 februari 2021        | 3 april 2021            | 5 mei 2024              | Pride en het team zijn op zoek naar een ontvoerde veertienjarige en ontdekken dat haar vader, die binnenkort de voogdij krijgt, een radicale prepper is. |
| 10  | Homeward Bound                | 28 februari 2021        | 10 april 2021           | 5 mei 2024              | Wanneer een onderofficier wordt neergeschoten door een sluipschutter gaan Pride en het team op jacht naar de moordenaar. Ze ontdekken dat hij waarschijnlijk niet alleen handelt. Rita vertelt Pride ook dat ze een interessant baanaanbod heeft gekregen in Kansas City. |
| 11  | Stashed                       | 28 maart 2021           | 17 april 2021           | 12 mei 2024             | Sebastians leven is in gevaar wanneer een crimineel die hij achter de tralies heeft gezet, ontsnapt aan politiehechtenis. Carter heeft de taak om Sebastian in beschermende hechtenis te houden. |
| 12  | Once Upon A Time              | 4 april 2021            | 24 april 2021           | 12 mei 2024             | Als een molotovcocktail in Pride's bar wordt geslingerd, leidt het bewijs hem naar zijn oude aartsvijand, Sasha Brousard, die een geheim bewaart dat zijn leven voorgoed zal beïnvloeden. Tammy is angstaanjagend nauwkeurig als ze haar profiling vaardigheden uitoefent op Hannah en Carter.                                                                                          |
| 13  | Choices                       | 2 mei 2021              | 8 mei 2021              | 19 mei 2024             | Het team onderzoekt de aanslag op de bar en de dreigende criminele oorlog waarbij Sasha Broussard betrokken is. Terwijl Pride moet accepteren dat Connor onderdeel van zijn leven uitmaakt, proberen Carter en Hannah de aard van hun nieuwe relatie te bepalen. |
| 14  | Illusions                     | 9 mei 2021              | 15 mei 2021             | 19 mei 2024             | Terwijl Pride het team opdracht geeft om Sasha in verband te brengen met de recente aanslagen in New Orleans, moet hij Connor helpen te begrijpen wie zijn moeder werkelijk is. Carter en Tammy zoeken naar een gestolen, hoogopgeleide militaire hond, terwijl Pride en Rita een belangrijke beslissing nemen over hun huwelijk.                                                       |
| 15  | Runs In The Family            | 16 mei 2021             | 22 mei 2021             | 26 mei 2024             | Terwijl Pride en Rita hun huwelijk plannen, arresteert de FBI Connor in verband met de brandbommen in de bar om bij zijn moeder, Sasha Broussard, te komen. Rita is wellicht de enige persoon die hen kan redden. |
| 16  | Laissez Les Bon Temps Rouler  | 23 mei 2021             | 29 mei 2021             | 26 mei 2024             | Op de avond van zijn huwelijk met Rita, en de avond dat Connor naar de getuigenbescherming vertrekt, moet Pride opsporen wie Jimmy en Connor heeft aangevallen. Dit terwijl hij Sasha's bijbedoelingen met betrekking tot haar zoon uitpluist. NB: de laatste aflevering van NCIS:New Orleans.                                                                                          |